# Gelis thripites
Gelis thripites är en stekelart som först beskrevs av Taylor 1860.  Gelis thripites ingår i släktet Gelis och familjen brokparasitsteklar. Inga underarter finns listade i Catalogue of Life.